# Casa Ensesa
La Casa Ensesa és una obra de Girona inclosa a l'Inventari del Patrimoni Arquitectònic de Catalunya. Alguns elements estan inventariats de manera singular amb el nom Caseta del guarda i tanca de la Casa Ensesa.

## Descripció
És un edifici de planta quasi quadrada, dues plantes i terrat. La façana presenta dos cossos ben diferenciats: el de l'esquerra, amb dues grans portes, un balcó gran i el mur més alçat, emfatitzat l'entrada, i el de la dreta, amb finestres i tres balcons, configuren un conjunt equilibrat compositivament. L'autor utilitza un llenguatge plenament elaborat segons els postulats noucentistes i d'acord amb l'arquitectura centroeuropea del moment que s'aprecia en els colors i la textura del frontó, dels estucats, dels esgrafiats i la ceràmica vidriada. Per contra, amb la reforma i ampliació dels anys 1931-1932, les dimensions i la geometria de la tanca són més pròximes racionalisme propi d'aquesta dècada.

## Història
De la reforma original de Rafael Masó es conserven les façanes principals i l'escala interior, amb una làmpada dissenyada per ell mateix; la resta ha sofert considerablement modificacions: les tribunes de la façana lateral esquerra i l'interior de la planta principal han estat molt transformats. A principis de 1983 s'enderrocà el magatzem-garatge de la farinera Ensesa, al mateix costat de la casa, obra racionalista del mateix autor, per tal d'obrir el vial que comunicarà el carrer de Barcelona amb el passeig d'Olot.

## Elements conservats
Alguns dels elements dissenyats per Rafael Masó d'aquesta casa actualment encara es conserven. Tot seguit es pot observar un dels vitralls conservats: 

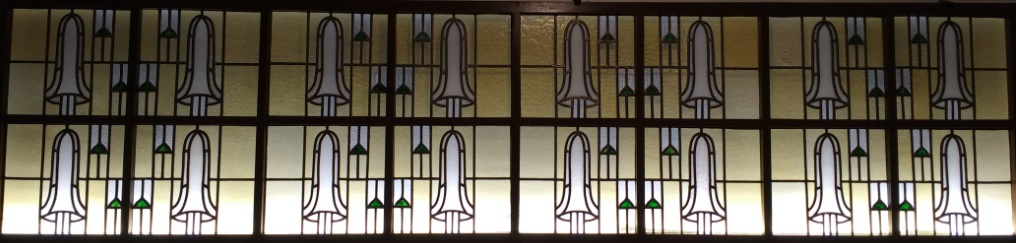
Vitrall Casa Ensesa.

Aquests vitralls estaven col·locats al rebedor del primer pis de la casa, i són de l'any 1915. Un d'ells actualment es troba al Museu del Disseny de Barcelona i l'altre al Museu d'Història de Girona. Tenien la funció de tarja sobre les portes que hi havia entre el menjador i la sala de confiança i entre aquesta i el rebedor.
Estaven col·locats de forma elevada per aconseguir que fossin visibles des de l'entrada de la casa, provocant que el rebedor sembles una caixa de vidres de colors.
Els materials que el componen són: vidre catedral, fusta i plom. Les seves dimensions són: 75,5x322,5x4 cm. En aquest vitrall està decorat amb motius florals i elements geomètrics. En aquest apareixen 16 campanetes en grups de quatre. Estan intercalades per una trama geomètrica a base de triangles i rectangles que s'alternen a dreta i esquerra de cada campana o flor. Els vidres són de color groc, blanc i verd. Aquests són rugosos, la translucidesa dels quals canvia en funció de la intensitat i incidència de la llum que els traspassa.